# Interstate 77 (Caroline du Sud)
Cet article traite d'une section intra-État de l'autoroute. Pour l'article traitant de l’autoroute au complet, référez-vous à Interstate 77.
L'Interstate 77 en Caroline du Sud est un segment de l'Interstate 77, autoroute inter-États nord-sud située dans l'Est des États-Unis. En Caroline du Sud, l'autoroute possède son terminus sud sur l'Interstate 26 au Sud de Columbia, et permet essentiellement de lier le centre de l'État et Columbia à la Caroline du Nord, notamment à Charlotte,.

## Tracé
Le terminus sud de l'Interstate 77 est situé au Sud de Columbia, à Cayce, sur l'Interstate 26, permettant de rejoindre Charleston et l'Interstate 95 au Sud et Greenville au Nord. Pour les 5 premiers miles, l'I-77 se dirige vers l'Est en traversant la rivière Congaree et Cayce, puis atteint Columbia, passant essentiellement dans les portions Est de la ville. Au mile 7, elle prend une orientation vers le Nord, puis passe à l'Ouest de la réserve militaire de Fort Jackson. Au mile 15, elle possède un échangeur avec l'Interstate 20, à l'Est de Dentsville, donnant accès à Florence et Augusta, en Géorgie. Au mile 18, elle possède un échangeur partiel avec la route 277, donnant accès au centre-ville de Columbia en direction sud. Dans les prochains miles, toujours en se dirigeant vers le Nord, elle traverse les banlieues Nord de Columbia, croise la U.S. Route 21 au mile 24, puis transitionne dans un territoire forestier. Pour les 50 prochains miles (81 km), peu de villes sont présentes aux abords de l'autoroute, et la U.S. Route 21 peut servir de route alternative en cas de fermeture importante. Au mile 77, la US-21 se joint au parcourt emprunté par l'Interstate 77, à Rock Hill, ville que l'autoroute contourne par le Nord et l'Est. Au mile 82, l'Interstate 77 se dirige vers le Nord-Nord-Est, pour les 10 prochains miles (16 km), passant à l'Ouest de Fort Mill et les banlieues Sud de Charlotte. Au mile 92, l'autoroute traverse la frontière entre la Caroline du Sud et la Caroline du Nord, atteignant le centre-ville de Charlotte environ 12 miles (19 km) au Nord-Nord-Est.

## Historique

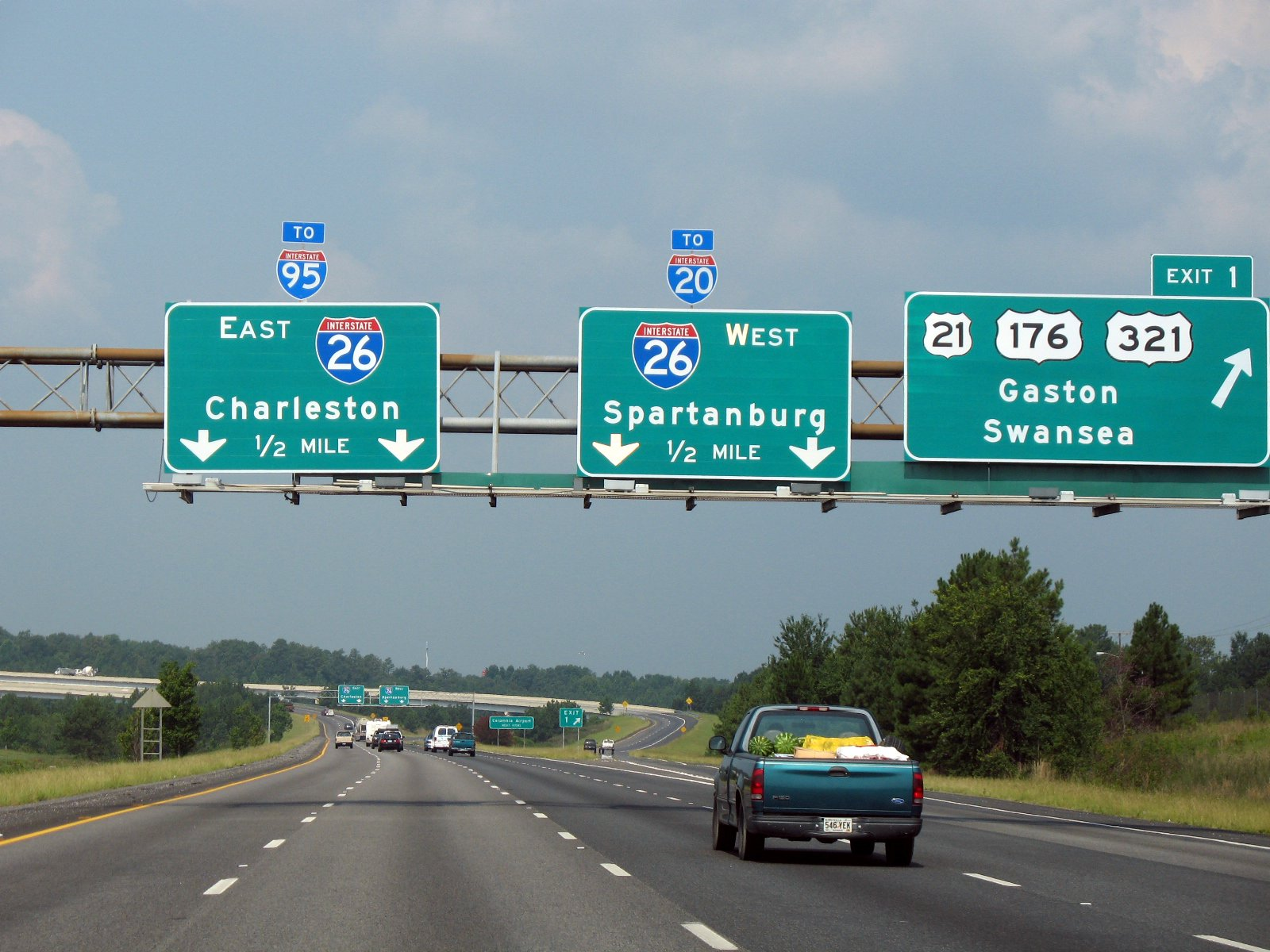
Le terminus sud de l'Interstate 77, à Cayce, où celle-ci se termine sur l'Interstate 26.

Lors de la conception du réseau autoroutier des États-Unis (Interstates), l'I-77 devait terminer à la hauteur de l'Interstate 85 à Charlotte, en Caroline du Nord. C'est en 1969 que le congrès américain accepta de prolonger l'I-77 vers le Sud, pour atteindre l'Interstate 20 à Columbia, remplaçant essentiellement la U.S. Route 21. Dès 1975, le tracé proposé était sur l'ensemble des cartes fédérales. 
 Les premières sections à voir le jour en Caroline du Sud sont celles au Nord, entre Rock Hill et la frontière avec la Caroline du Nord, entre 1975 et 1977. En 1979, l'I-77 fut complétée entre les miles 18 et 24, puis jusqu'au mile 34 en 1981, près de Ridgeway. Au Nord, l'autoroute fut complétée jusqu'au mile 65 en 1981, puis en 1982, les deux sections ont été connectées, faisant un lien autoroutier direct entre Columbia et Charlotte. 
En 1987, un court segment fut ouvert entre les miles 15 et 18, connectant à l'Interstate 20. Il était cependant planifié, à nouveau, de prolonger l'autoroute vers le Sud. En 1995, l'Interstate 77 fut construite comme autoroute de contournement partielle au Sud-Est de Columbia, remplaçant une partie de l'Interstate 326 et la route 478 de Caroline du Sud. 
L'ensemble des numéros de sortie ont été changés en 1987 et en 1988.

## Aires de service
Un centre d'information touristique avec services limités est présent en direction sud au mile 89. Dans les deux directions, au mile 66, au Nord-Est de Chester, une aire de repos avec services est présente .

## Disposition des voies
En contournant Columbia par le Sud-Est, l'autoroute possède généralement 6 voies (3-3), excepté aux approches des Interstates 20 et 26, où elle s'élargit à 8 voies (4-4). Entre l'échangeur avec la route 277 et le mile 22, elle possède 8 voies (4-4), puis rétrograde à 6 voies (3-3) jusqu'au mile 24, et devient une autoroute typique à 4 voies (2-2), et ce, jusqu'au mile 77. À ce point, elle s'élargit rapidement à 8 voies (4-4), et maintient cette disposition jusqu'à la frontière avec la Caroline du Nord, au mile 92, à l'approche de Charlotte. 

## Liste des échangeurs
| Liste des échangeurs de l'Interstate 77 en Caroline du Sud         | Liste des échangeurs de l'Interstate 77 en Caroline du Sud | Liste des échangeurs de l'Interstate 77 en Caroline du Sud | Liste des échangeurs de l'Interstate 77 en Caroline du Sud                | Liste des échangeurs de l'Interstate 77 en Caroline du Sud                                | Liste des échangeurs de l'Interstate 77 en Caroline du Sud |
| Emplacement                                                        | Mile                                                       | km                                                         | #                                                                         | Intersection/Destinations                                                                 | Notes |
| ------------------------------------------------------------------ | ---------------------------------------------------------- | ---------------------------------------------------------- | ------------------------------------------------------------------------- | ----------------------------------------------------------------------------------------- | --- |
| Cayce                                                              | 0,00                                                       | 0,00                                                       | I-26, vers I-95 – Charleston, Santee, Orangeburg, Spartanburg, Greenville | I-26, vers I-95 – Charleston, Santee, Orangeburg, Spartanburg, Greenville                 | Terminus sud de l'Interstate 77 dans tous les États-Unis; Sortie 116 de l'I-26; Jonction avec la I-95 53 miles (86 km) au Sud, vers Savannah (GA) et Miami (FL)  |
| Cayce                                                              | 1,0                                                        | 1,6                                                        | 1                                                                         | US-21, US-176, US-321 – Gaston, Orangeburg, Swansea                                       | Entrée direction nord et sortie direction sud seulement |
| Cayce                                                              | 1,8                                                        | 2,9                                                        | 2                                                                         | SC-35 nord – Cayce Centre                                                                 | |
| Rivière Congaree                                                   | 3,3                                                        | 5,3                                                        | Pont Alex Sanders au-dessus de la rivière Congaree                        | Pont Alex Sanders au-dessus de la rivière Congaree                                        | Pont Alex Sanders au-dessus de la rivière Congaree |
| Columbia                                                           | 5,4                                                        | 8,7                                                        | 5                                                                         | SC-48 (Bluff Rd.) – Hopkins, Gadsden, Columbia Centre-Ville                               | Accès principal au centre-ville de Columbia en direction nord |
| Columbia                                                           | 6,5                                                        | 10,5                                                       | 6AB                                                                       | SC-768 (Shop Rd.)                                                                         | En direction nord, sortie numérotée 6A vers l'Est et 6B vers l'Ouest; Vers Atlas Rd.                                                                             |
| Columbia                                                           | 8,6                                                        | 13,8                                                       | 9A(B)                                                                     | US-76, US-378 (Garners Ferry Rd.) – Cherryvale, Sumter, Lake City, Myrtle Beach, Columbia | Sortie 9A en direction nord et 9AB en direction sud (9B vers l'Ouest et 9A vers l'Est); Accès à la SC-262 avec la sortie 9 en direction sud                      |
| Columbia                                                           | 8,9                                                        | 14,3                                                       | 9(B)                                                                      | SC-262 (Leesburg Rd.)                                                                     | |
| Columbia                                                           | 10,4                                                       | 16,7                                                       | 10                                                                        | SC-760 (Jackson Blvd.) – Columbia, Réserve Militaire de Fort Jackson                      | Vers SC-16 |
| Columbia                                                           | 12,4                                                       | 20,0                                                       | 12                                                                        | Vers SC-12 sud, Forest Dr. W., Strom Thurmond Blvd. – Forest Acres, Fort Jackson          | Accès à la réserve militaire de Fort Jackson |
| Columbia                                                           | 13,5                                                       | 21,7                                                       | 13                                                                        | Vers SC-12, Decker Blvd. – Forest Acres                                                   | Sortie direction nord et entrée direction sud seulement |
| Columbia                                                           | 15,0                                                       | 24,1                                                       | 15AB                                                                      | SC-12 (Percival Rd.)                                                                      | Sortie 15 en direction sud et 15A (vers l'Est) et 15B (vers l'Ouest) en direction nord                                                                           |
| Dentsville                                                         | 16,0                                                       | 25,7                                                       | 16AB                                                                      | I-20 – Florence, Camden, Lexington, Augusta (GA), Atlanta (GA)                            | Sortie numérotée 16A vers l'Est (Florence) et 16B vers l'Ouest (Augusta); Sortie 76 de l'I-20                                                                    |
| Dentsville                                                         | 17,5                                                       | 28,2                                                       | 17                                                                        | US-1 (Two Notch Rd.) – Dentsville, Pontiac                                                | |
| Dentsville                                                         | 18,8                                                       | 30,3                                                       | 18                                                                        | SC-277 sud (Northeastern Frwy.), vers I-20 ouest – Columbia Centre-Ville, Augusta (GA)    | Entrée direction nord (de la SC-277 nord) et sortie direction sud (vers SC-277 sud) seulement                                                                    |
| Dentsville                                                         | 19,2                                                       | 30,9                                                       | 19                                                                        | SC-555 (Farrow Rd.) – Dentsville, Columbia                                                | |
|                                                                    | 21,6                                                       | 34,8                                                       | 22                                                                        | Killian Rd.                                                                               | |
| Blythewood                                                         | 24,3                                                       | 39,1                                                       | 24                                                                        | US-21 (Wilson Blvd.) – Columbia, Blythewood                                               | |
| Blythewood                                                         | 27,4                                                       | 44,1                                                       | 27                                                                        | Blythewood Rd. – Blythewood                                                               | |
|                                                                    | 32,4                                                       | 52,1                                                       | 32                                                                        | Peach Rd. – Ridgeway (Sud)                                                                | |
| 34,1                                                               | 54,9                                                       | 34                                                         | SC-34 – Ridgeway, Winnsboro, Winnsboro Mills, Lugoff, Camden              |                                                                                           | |
| 41,0                                                               | 66,0                                                       | 41                                                         | Road 41 – Winnsboro                                                       |                                                                                           | |
| 45,7                                                               | 73,5                                                       | 46                                                         | Road 20 – White Oak, Blackstock                                           |                                                                                           | |
| 48,2                                                               | 77,6                                                       | 48                                                         | SC-200 – Great Falls, Winnsboro                                           |                                                                                           | |
| 55,3                                                               | 89,0                                                       | 55                                                         | SC-97 – Great Falls, Chester                                              |                                                                                           | |
| Richburg                                                           | 62,5                                                       | 100,6                                                      | 62                                                                        | Road 56 – Richburg, Fort Lawn                                                             | |
| Richburg                                                           | 64,7                                                       | 104,1                                                      | 65                                                                        | SC-9 – Richburg, Chester, Lancaster, Cheraw, Spartanburg                                  | |
| Rock Hill                                                          | 72,9                                                       | 117,3                                                      | 73                                                                        | SC-901 – Rock Hill, York, Edgemoor                                                        | |
| Rock Hill                                                          | 75,4                                                       | 121,3                                                      | 75                                                                        | Porter Rd. – Rock Hill, Leslie                                                            | |
| Rock Hill                                                          | 77,2                                                       | 124,2                                                      | 77                                                                        | US-21, SC-5 – Rock Hill Centre, Lancaster, York                                           | |
| Rock Hill                                                          | 79,1                                                       | 127,3                                                      | 79                                                                        | SC-122 (Dave Lyne Blvd.) – Rock Hill                                                      | |
| Red River                                                          | 81,0                                                       | 130,3                                                      | 81                                                                        | Paragon Way                                                                               | En construction |
| Rock Hill                                                          | 81,7                                                       | 131,5                                                      | 82ABC                                                                     | US-21, SC-161 – Rock Hill, Fort Mill, York                                                | Nombreuses sorties, numérotées 82A (US-21 sud), 82B (US-21 nord) et 82C (SC-161)                                                                                 |
| Rivière Catawba                                                    | 82,7                                                       | 133,1                                                      | Pont John McKee Spratt Memorial                                           | Pont John McKee Spratt Memorial                                                           | Pont John McKee Spratt Memorial |
| Fort Mill                                                          | 83,4                                                       | 134,2                                                      | 83                                                                        | Sutton Rd.                                                                                | |
| Fort Mill                                                          | 85,6                                                       | 137,8                                                      | 85                                                                        | SC-160 – Fort Mill Centre, Tega Cay                                                       | |
| Fort Mill                                                          | 87,9                                                       | 141,5                                                      | 88                                                                        | SC-460 (Gold Hill Rd.) – Tega Cay, Fort Mill                                              | |
|                                                                    | 90,4                                                       | 145,5                                                      | 90                                                                        | US-21 sud, Carowinds Blvd. – Fort Mill, Carowinds                                         | Extrémité sud du chevauchement avec la US-21 |
| Frontière Caroline du Sud–Caroline du Nord                         | 91,2                                                       | 146,8                                                      | I-77 nord, US-21 nord – Charlotte (NC)                                    | I-77 nord, US-21 nord – Charlotte (NC)                                                    | Extrémité nord de la I-77 en Caroline du Sud; Le chevauchement avec la US-21 se poursuit en Caroline du Nord; Centre-ville de Charlotte 13 miles (21 km) au Nord |
| - Échangeur Incomplet - Chevauchement - Pont / Cours d'eau - Futur |                                                            |                                                            |                                                                           |                                                                                           | |

## Liste des villes traversées
- Cayce
- Columbia
- Dentsville
- Blythewood
- Richburg
- Lesslie
- Rock Hill
- Fort Mill